# Liste der Kulturdenkmäler in Wilsecker
In der Liste der Kulturdenkmäler in Wilsecker sind alle Kulturdenkmäler der rheinland-pfälzischen Ortsgemeinde Wilsecker aufgeführt. Grundlage ist die Denkmalliste des Landes Rheinland-Pfalz (Stand: 27. Juni 2022).

## Einzeldenkmäler
| Bezeichnung                           | Lage                                            | Baujahr                         | Beschreibung | Bild                           |
| ------------------------------------- | ----------------------------------------------- | ------------------------------- | --- | ------------------------------ |
| Bürgerhaus                            | Bitburger Straße 6 Lage                         | 1904/05                         | ehemalige Schule mit Lehrerwohnung; eingeschossiger Rotsandsteinquaderbau auf T-förmigem Grundriss, Krüppelwalmdach, 1904/05, Architekt Kreisbaumeister Wolff, Bitburg | Fotos hochladen                |
| Hofanlage                             | Hofstraße 1 Lage                                | Mitte des 19. Jahrhunderts      | stattlicher Streckhof, wohl ab der Mitte des 19. Jahrhunderts; Wohnhaus, drei Wirtschaftsgebäude; Schmiede                                                             | BW                             |
| Takenschrank                          | Hofstraße, in Nr. 4 Lage                        | 18. oder frühes 19. Jahrhundert | Sandsteinrahmung der Takennische und des -schranks, wohl aus dem 18. oder frühen 19. Jahrhundert; zweitverwendete Takenplatte, bezeichnet 1574                         | BW                             |
| Wegekreuz                             | Kirchstraße Lage                                | 1628                            | Schaftkreuz, Kyllburger Typ, bezeichnet 1628 | Fotos hochladen                |
| Katholische Filialkirche St. Nikolaus | Kirchstraße 7 Lage                              | 1858–62                         | romanisierender Rotsandstein-Saalbau, 1858–62, Architekt wohl Schmidt, Trier, Dachreiter 1908, Sakristeianbau 1923; in der Stützmauer Grabkreuz, 1819                  | weitere Bilder Fotos hochladen |
| Wegekreuz                             | Kirchstraße, am oberen Friedhofseingang Lage    | 1696                            | obere Hälfte eines Schaftkreuzes, bezeichnet 1696 (Abschlusskreuz neu)                                                                                                 | Fotos hochladen                |
| Quereinhaus                           | Kyllburger Straße 3 Lage                        | 19. Jahrhundert                 | kleines Quereinhaus, 19. Jahrhundert | Fotos hochladen                |
| Wegekreuz                             | Kyllburger Straße, Ecke Hofstraße Lage          | 1595                            | Nischenkreuz, bezeichnet 1595 | Fotos hochladen                |
| Wegekreuz                             | nördlich des Ortes bei der Wilsecker Linde Lage | 1512                            | Schaftkreuz, bezeichnet 1512 | Fotos hochladen                |
| Wegekreuz                             | nordöstlich des Ortes an der L 24 Lage          | 16. Jahrhundert                 | Nischenkreuz, wohl aus dem 16. Jahrhundert | BW                             |
| Wegekreuz                             | östlich des Ortes an der L 24 Lage              | 1623                            | Nischenkreuz, Kyllburger Typ, 1623 | weitere Bilder Fotos hochladen |
| Südportal des Wilsecker Tunnels       | südwestlich des Ortes Lage                      | um 1870                         | Südportal des Wilsecker Tunnels, um 1870 | BW                             |